# 三岔港
三岔港是位於中華人民共和國上海市浦東新區北部高桥镇的一個渡口（三淞線輪渡）和地區，緊鄰黃浦江。

## 歷史
明朝万历年间，三岔港所在地還未成陆。明清時期，當地相繼受嘉定县和宝山县管辖。明天启年间，有人在庙港口（今高桥镇炮台浜村）设小浜口渡，又名赵公渡。清雍正十一年（1733年），由於黄浦江泥沙的淤积，高桥西部地區向西延伸，小浜口渡的部分设施向西南迁移，成为界浜渡；另一部分向西北迁移到草庵庙旁，成为张家浜渡，亦称草庵渡。宣统元年（1909年）张家浜渡再迁移至他處，同時又稱便民庵。1912年，便民庵渡口最后向西迁移到三岔港，這就是現今的三岔港渡口。
中華民国初年，三岔港當地有一家茶馆。中國抗日战争时期，三岔港地區形成集市。黃浦江邊還出現了工厂和货栈。
上海戰役期間的1949年5月23日，国民革命军第十二军的324师防守三岔港地区，試圖掩护其指挥机关和部队从黄浦江口撤離。中国人民解放军第三野战军和中国人民解放军第九兵团首长命令中国人民解放军第三十一军以及中国人民解放军第三十军夺取高桥镇和三岔港，阻止中華民國國軍向東海撤離。5月26日上午，高桥的中華民國國軍大部向三岔港方向撤離。中国人民解放军第三十一军以及中国人民解放军第三十军在追擊下攻佔三岔港。
1954年，上海市轮渡公司接管三岔港渡口。2001年，當局又重新建造新的三岔港渡口。